# Giant in My Heart
«Giant in My Heart» — песня канадской певицы Кайзы из её одноимённого дебютного мини-альбома (2014) и дебютного студийного альбома Sound of a Woman (2014). Песня была выпущена 8 августа 2014 года на лейбле соавтора и продюсера Рами Самира Афуни Lokal Legend в качестве второго сингла как с EP, так и с альбома. «Giant in My Heart» — это электропоп и хаус трек, исполненный эмоциональным фальцетом и включающий в себя сочетание скэт-певца, ударных и более мягких синтезаторных секций. Лирически песня посвящена темам потерянной любви и последствиям расставания.
Песня «Giant in My Heart» получила положительные отзывы современных музыкальных критиков, которые отметили её звуковое сходство с дебютным синглом Кайзы «Hideaway» и сильное вокальное исполнение певицы. Песня имела коммерческий успех, заняв четвёртое место в UK Singles Chart, первое место в UK Dance Chart с продажами в 33 414 копий за первую неделю. Песня «Giant in My Heart» стала вторым подряд синглом Кайзы, попавшим в пятёрку лучших в Великобритании, а также имела успех в Германии и Бельгии, где она заняла 11-е и 12-е места соответственно. Песня сопровождалась короткометражным клипом, снятым продюсером Afuni в Нью-Йорке. Премьера клипа состоялась 1 июля 2014 года, и он был высоко оценён критиками. В клипе показан разочарованный офисный работник, живущий двойной жизнью кроссдрессера. Кьеза исполнила песню «Giant in My Heart» на американском телевизионном шоу Jimmy Kimmel Live!, а кавер на неё сделала английская певица Florrie.

## Композиция
«Giant in My Heart» — песня в стиле электропоп и хаус продолжительностью 4 минуты 29 секунд. В ней присутствуют элементы гэража и музыки 90-х. Песня открывается едва уловимыми электронными вкраплениями, отчётливо могильным звучанием синтезаторов и текстом «I’m trying to pretend it isn’t true, but even when I want, it’s like I can’t get over you, over you, over you, over you, over you» («Я пытаюсь притвориться, что это не так, но даже когда я хочу, я не могу забыть тебя, забыть тебя, забыть тебя, забыть тебя»). По словам Майкла Бэггса из Gigwise, Кайза добивается «мощного, примадоннского вокала, прежде чем перейти к серьёзному ретро-хуку».

## Отзывы
Песня «Giant in My Heart» была положительно воспринята современными музыкальными критиками. Эми Дэвидсон из Digital Spy поставила песне три (из пяти) звезды и заявила, что она успешно продемонстрировала «огромную силу» вокальных способностей Кайзы. Дэвидсон считает, что трек доказал, что у певицы «есть потенциал для расширения границ и создания звуков, которые стоят особняком от акров общей танцевальной музыки, насыщающих современное состояние музыки». Киллиан Янг из Spin назвал песню «жемчужиной» и выразил мнение, что «властный голос Кайзы торжествует над болью в сердце». Журналист Vice Райан Бассил считает, что «Giant in My Heart» станет «абсолютно массовой», а Тина Кэмпбелл из Metro заявила, что песня «обязательно заставит вас отправиться на танцпол». Музыкальный сайт Popjustice оценил песню в восемь (из десяти) звёзд и отметил: «Амбиции, талант, освежающее чувство написания песен и рабочее знание танцевальной музыки, которая звучит как поп-музыка, а также поп-музыки, которая звучит как танцевальная музыка. Не о многих артистах можно сказать такое». Майкл Бэггс из Gigwise посчитал, что «Giant in My Heart» доказал, что Кьеза не была чудом на один раз, и написал: «Это чертовски хорошо, и говорит о том, что её ждёт большое будущее».

## Чарты

### Еженедельные чарты
| Чарт (2014)                                | Высшая позиция |
| ------------------------------------------ | -------------- |
| Австрия (Ö3 Austria Top 40)                | 53             |
| Бельгия/Фландрия (Ultratop 50)             | 12             |
| Бельгия/Фландрия (Ultratip Bubbling Under) | 1              |
| Бельгия/Валлония (Ultratop 50)             | 43             |
| Бельгия/Валлония (Ultratip Bubbling Under) | 21             |
| Бельгия Dance (Ultratop Flanders)          | 5              |
| Бельгия Dance (Ultratop Wallonia)          | 38             |
| Канада (Billboard Canadian Hot 100)        | 52             |
| Германия (GfK)                             | 11             |
| Ирландия (IRMA)                            | 72             |
| Польша (Dance Top 50)                      | 32             |
| Шотландия (OCC Scotland)                   | 4              |
| Швейцария (Schweizer Hitparade)            | 48             |
| Великобритания (OCC UK Dance)              | 1              |
| Великобритания (OCC UK Singles)            | 4              |
| США (Billboard Hot Dance/Electronic Songs) | 47             |